# Mužská služebná

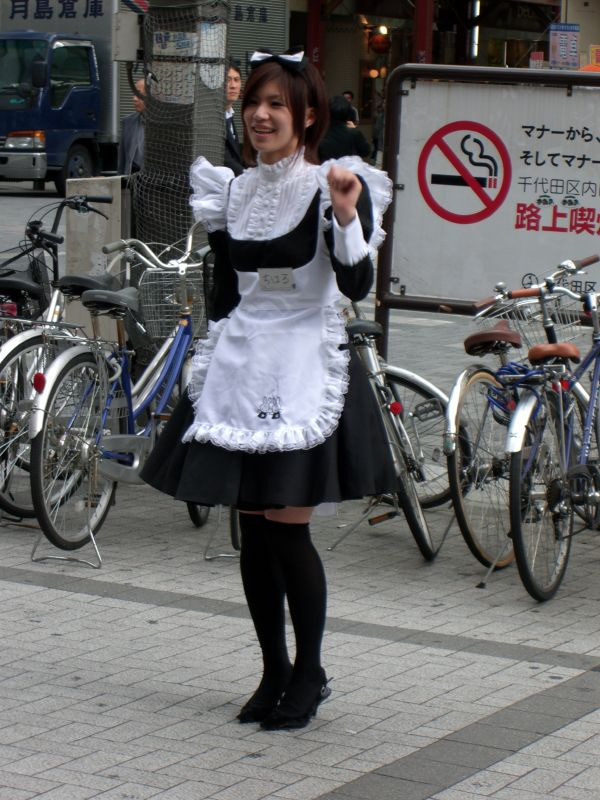
Kostým francouzské služebné

Mužská služebná je sexuální fetišismus a také jedna z častých praktik BDSM. Jedná se o kombinaci domácího sluhy a crossdressingu, kdy je submisivní maskulinně se prezentující jedinec oblečen do uniformy služky, která je v rámci této praktiky, považována za femininní. Tento jedinec má následně za úkol se starat o svou paní nebo pána ve své nové roli služebné.
Stejně jako u každé jiné sexuální praktiky záleží pouze na přání aktérů, jakým způsobem bude tato praktika realizována. Často obsahuje proces převýchovy maskulinního jedince v mužskou služku. Obecně se však bere na vědomí, že muž v této roli začne v procesu napodobovat ženské pohlaví a chovat se dle aktuálních genderových stereotypů femininně. Součástí toho je například napodobení dívčího hlasu, chůze, chování či gestiky. Paní nebo pán vlastnící takovou služku musí na všechny tyto způsoby dbát a vést služku ke správnému chování a čistotě. 

## Uniformy

### Francouzská
Nejčastějším druhem uniformy pro tuto sexuální praktiku je uniforma francouzské služebné. Typická je pro ni černá barva, existují však i modré, červené, růžové a další. Základ tvoří šaty zdobené krajkovanými saténovými či hedvábnými doplňky (jedná se například o zástěru, čelenku, zvedané rukávy nebo výstřih), dle dohody partnerů může být doplněn i korzetem. Součástí uniformy někdy bývají i podvazky a punčochami. Služka též může nosit ozdobný krajkovaný podvazek na jednom ze stehen. Sukně uniformy nesmí být delší než do půli stehen. Dle střihu a provedení může být celá uniforma je nabíraná (s několika spodničkami), či jinak modifikovaná. Nabírání uniformy má docílit vyvýšeného efektu sukně a umožňovat pohled na podvazky a intimní partie takto oblečené služebné. Typickou obuví bývají lodičky na jehlovém podpatku.

### Anglická
Svým konzervativním upjatým dlouhým střihem může působit umravňovacím způsobem. Podobně jako u francouzské uniformy se jedná o jednobarevné šaty s krajkovanými doplňky. Rozdílem od francouzského typu je tedy hlavně delší sukně, a mnohem přísnější regulace ohledně této uniformy. Tyto regulace si stanoví pán/paní dané služky a při oblékání služky je pečlivě dodržuje. Anglická uniforma je také považovaná za méně vyzývavou a hravou než francouzská i kvůli výše zmíněným faktorům. Anglická uniforma obsahuje často umravňující kombiné nebo spodničky. Zástěra, jež je součástí anglické uniformy se často zavazuje ve velkou mašli na zádech. Pro tuto služebnou nejsou vhodné boty s jehlovými podpatky, volíme tak šněrovací boty, možné jsou i kotníkové na vysokém podpatku.